# Graphidochirus dissolutus
Graphidochirus dissolutus är en mångfotingart som beskrevs av Carl Graf Attems 1952. Graphidochirus dissolutus ingår i släktet Graphidochirus och familjen Chelodesmidae. Inga underarter finns listade i Catalogue of Life.